# Wahlkreis Maine-et-Loire I
Der Wahlkreis Maine-et-Loire  I (französisch: Première circonscription de Maine-et-Loire) ist seit 1986 ein französischer Wahlkreis für die Wahlen zur Nationalversammlung im Département Maine-et-Loire.

## Allgemeines
Der Wahlkreis liegt im Norden des Departements Maine-et-Loire. Dazu gehören das Zentrum und einige nördliche Gebiete der Stadt Angers, ferner die eher ländlichen Kantone Châteauneuf-sur-Sarthe und Tiercé.
Der Wahlkreis war eine Hochburg  der Union des démocrates pour la République (Demokraten für die Republik, UDR) und ihrer Nachfolgeparteien  RPR und UMP. 2012 wurde der Wahlkreis jedoch von der Sozialistischen Partei erobert. Er fiel dann 2017 an  Emmanuel Macron’s La République en Marche.

## Abgeordnete des Wahlkreises
| Legislatur- periode | Gewählt                       | Gewählt                           | Partei                            |
| ------------------- | ----------------------------- | --------------------------------- | --------------------------------- |
| 9.                  |                               | Roselyne Bachelot                 | Rassemblement pour la République  |
| 10.                 |                               | Roselyne Bachelot                 | Rassemblement pour la République  |
| 11.                 |                               | Roselyne Bachelot                 | Rassemblement pour la République  |
|                     | René Bouin (seit 6. Mai 2002) | Union pour un mouvement populaire |                                   |
| 12.                 |                               | Roselyne Bachelot                 | Union pour un mouvement populaire |
| 12.                 |                               | René Bouin (seit 18. Juli 2002)   | Union pour un mouvement populaire |
| 13.                 |                               | Paul Jeanneteau                   | Union pour un mouvement populaire |
| 14.                 |                               | Luc Belot                         | Parti socialiste                  |
| 15.                 |                               | Matthieu Orphelin                 | La République en Marche           |
| 16.                 |                               | François Gernigon                 | Horizons                          |

## Wahlergebnisse

### Parlamentswahl 2012
| Kandidaten               | Kandidaten            | Parteien                                         | 1. Wahlgang | 1. Wahlgang | 2. Wahlgang | 2. Wahlgang |
| Kandidaten               | Kandidaten            | Parteien                                         | Stimmen     | %           | Stimmen     | %           |
| ------------------------ | --------------------- | ------------------------------------------------ | ----------- | ----------- | ----------- | ----------- |
|                          | Luc Belotgewählt      | SOC – Parti socialiste                           | 18.940      | 40,5        | 24.391      | 52,6        |
|                          | Paul Jeanneteau       | UMP – Union pour un mouvement populaire          | 16.738      | 35,7        | 21.944      | 47,4        |
|                          | Gaëtan Dirand         | FN – Front national                              | 4.011       | 8,6         |             |             |
|                          | Isabelle Lelièvre     | FG – Front de gauche (Parti communiste français) | 1.797       | 3,8         |             |             |
|                          | Jamila Delmotte       | VEC – Europe Écologie-Les Verts                  | 1.795       | 3,8         |             |             |
|                          | Louis-Marie Bachelot  | ALLI – Alliance centriste                        | 1.645       | 3,5         |             |             |
|                          | Sophie Briand-Boucher | ECO – Cap21                                      | 716         | 1,5         |             |             |
|                          | Thomas Chamaillé      | DVD – Debout la République                       | 386         | 0,8         |             |             |
|                          | Jean-Luc Godet        | EXG – Nouveau Parti anticapitaliste              | 310         | 0,7         |             |             |
|                          | Marie-José Faligant   | EXG – Lutte Ouvrière                             | 246         | 0,5         |             |             |
|                          | Christian Delagree    | ECO – Mouvement écologiste indépendant           | 239         | 0,5         |             |             |
|                          | Christophe Le Thomas  | ECO – Alliance écologiste indépendante           | 0           | 0,0         |             |             |
| Gesamt                   | Gesamt                | Gesamt                                           | 46.823      | 100         | 46.335      | 100         |
|                          |                       |                                                  |             |             |             |             |
| Ungültige Stimmen        | Ungültige Stimmen     | Ungültige Stimmen                                | 725         | 1,5         | 1.158       | 2,4         |
| Wähler                   | Wähler                | Wähler                                           | 47.548      | 58,8        | 47.493      | 58,7        |
| Wahlberechtigte          | Wahlberechtigte       | Wahlberechtigte                                  | 80.923      |             | 80.924      |             |
|                          |                       |                                                  |             |             |             |             |
| Quelle: Innenministerium |                       |                                                  |             |             |             |             |

### Parlamentswahl 2017
| Kandidaten               | Kandidaten                 | Parteien                                 | 1. Wahlgang | 1. Wahlgang | 2. Wahlgang | 2. Wahlgang |
| Kandidaten               | Kandidaten                 | Parteien                                 | Stimmen     | %           | Stimmen     | %           |
| ------------------------ | -------------------------- | ---------------------------------------- | ----------- | ----------- | ----------- | ----------- |
|                          | Matthieu Orphelingewählt   | REM – La République en marche            | 17.058      | 39,0        | 21.158      | 64,3        |
|                          | Caroline Fel               | LR – Les Républicains                    | 6.369       | 14,6        | 11.734      | 35,7        |
|                          | Luc Belot                  | SOC – Parti socialiste                   | 5.971       | 13,6        |             |             |
|                          | Manon Cantin               | LFI – La France insoumise                | 4.939       | 11,3        |             |             |
|                          | Marie Baron                | FN – Front national                      | 3.249       | 7,4         |             |             |
|                          | Romain Laveau              | ECO – Europe Écologie-Les Verts          | 2.159       | 4,9         |             |             |
|                          | Valentin Rambault          | DIV – Unabh. (REM Dissident)             | 914         | 2,1         |             |             |
|                          | Géraldine Robert           | DLF – Debout la France                   | 508         | 1,2         |             |             |
|                          | Franck Cadeau              | DIV – Unabh.                             | 447         | 1,0         |             |             |
|                          | Gaétan Dirand              | EXD – Souveraineté, identité et libertés | 440         | 1,0         |             |             |
|                          | Valentin Brouillard-Dusong | COM – Parti communiste français          | 409         | 0,9         |             |             |
|                          | Michelle Le Thomas         | ECO – Alliance écologiste indépendante   | 395         | 0,9         |             |             |
|                          | Marie-José Faligant        | EXG – Lutte Ouvrière                     | 323         | 0,7         |             |             |
|                          | Mathieu Salé               | DIV – Unabh.                             | 287         | 0,7         |             |             |
|                          | Pierrette Dufour           | DIV – Union populare républicaine        | 234         | 0,5         |             |             |
|                          | Jérémie Delavaud           | DIV – Parti Pirate                       | 67          | 0,2         |             |             |
| Gesamt                   | Gesamt                     | Gesamt                                   | 43.769      | 100         | 32.892      | 100         |
|                          |                            |                                          |             |             |             |             |
| Leere Stimmzettel        | Leere Stimmzettel          | Leere Stimmzettel                        | 612         | 1,4         | 2.970       | 8,0         |
| Ungültige Stimmzettel    | Ungültige Stimmzettel      | Ungültige Stimmzettel                    | 272         | 0,6         | 1.044       | 2,8         |
| Wähler                   | Wähler                     | Wähler                                   | 44.653      | 53,1        | 36.906      | 43,9        |
| Wahlberechtigte          | Wahlberechtigte            | Wahlberechtigte                          | 84.090      |             | 84.090      |             |
|                          |                            |                                          |             |             |             |             |
| Quelle: Innenministerium |                            |                                          |             |             |             |             |

### Parlamentswahl 2022
| Kandidaten               | Kandidaten               | Parteien                                                            | 1. Wahlgang | 1. Wahlgang | 2. Wahlgang | 2. Wahlgang |
| Kandidaten               | Kandidaten               | Parteien                                                            | Stimmen     | %           | Stimmen     | %           |
| ------------------------ | ------------------------ | ------------------------------------------------------------------- | ----------- | ----------- | ----------- | ----------- |
|                          | François Gernigongewählt | ENS – Ensemble ! (Horizons)                                         | 15.381      | 34,2        | 22.724      | 52,2        |
|                          | Arash Saeidi             | NUP – Nouvelle union populaire écologique et sociale (Génération.s) | 13.163      | 29,2        | 18.207      | 41,8        |
|                          | Gabriel de Chabot        | RN – Rassemblement National                                         | 5.484       | 12,2        |             |             |
|                          | Roch Brancour            | LR – Les Républicains                                               | 4.508       | 10,0        |             |             |
|                          | David Cayla              | DVG – Gauche républicaine et socialiste                             | 2.748       | 6,1         |             |             |
|                          | Tristan Bovier-Lapierre  | REC – Reconquête                                                    | 1.631       | 3,6         |             |             |
|                          | Sulyvan Benoit           | ECO – Parti animaliste                                              | 613         | 1,4         |             |             |
|                          | Marie-Louise Dupas       | DXG – Lutte Ouvrière                                                | 544         | 1,2         |             |             |
| Gesamt                   | Gesamt                   | Gesamt                                                              | 45.009      | 100         | 43.572      | 100         |
|                          |                          |                                                                     |             |             |             |             |
| Leere Stimmzettel        | Leere Stimmzettel        | Leere Stimmzettel                                                   | 709         | 1,6         | 1.946       | 4,5         |
| Ungültige Stimmzettel    | Ungültige Stimmzettel    | Ungültige Stimmzettel                                               | 228         | 0,5         | 695         | 1,6         |
| Wähler                   | Wähler                   | Wähler                                                              | 45.009      | 51,1        | 43.572      | 49,5        |
| Wahlberechtigte          | Wahlberechtigte          | Wahlberechtigte                                                     | 88.006      |             | 88.017      |             |
|                          |                          |                                                                     |             |             |             |             |
| Quelle: Innenministerium |                          |                                                                     |             |             |             |             |

### Parlamentswahl 2024
| Kandidaten               | Kandidaten               | Parteien                                       | 1. Wahlgang | 1. Wahlgang | 2. Wahlgang | 2. Wahlgang |
| Kandidaten               | Kandidaten               | Parteien                                       | Stimmen     | %           | Stimmen     | %           |
| ------------------------ | ------------------------ | ---------------------------------------------- | ----------- | ----------- | ----------- | ----------- |
|                          | François Gernigongewählt | ENS – Ensemble pour la République (Horizons)   | 21.087      | 34,8        | 24.719      | 40,5        |
|                          | Elsa Richard             | UG – Nouveau Front populaire (Les Écologistes) | 20.475      | 33,8        | 21.621      | 35,5        |
|                          | Hugo Louvigné            | RN – Rassemblement National                    | 13.995      | 23,1        | 14.629      | 24,0        |
|                          | Séverine Lécuyer         | LR – Les Républicains                          | 3.736       | 6,2         |             |             |
|                          | Marie-Louise Dupas       | EXG – Lutte Ouvrière                           | 642         | 1,1         |             |             |
|                          | Roselyne Prunière        | REC – Reconquête                               | 432         | 0,7         |             |             |
|                          | Anthony Gouas            | EXG – NPA – Révolutionnaires                   | 173         | 0,3         |             |             |
| Gesamt                   | Gesamt                   | Gesamt                                         | 60.540      | 100         | 60.969      | 100         |
|                          |                          |                                                |             |             |             |             |
| Leere Stimmzettel        | Leere Stimmzettel        | Leere Stimmzettel                              | 1.016       | 1,6         | 976         | 1,6         |
| Ungültige Stimmzettel    | Ungültige Stimmzettel    | Ungültige Stimmzettel                          | 518         | 0,8         | 330         | 0,5         |
| Wähler                   | Wähler                   | Wähler                                         | 62.074      | 70,0        | 62.275      | 70,2        |
| Wahlberechtigte          | Wahlberechtigte          | Wahlberechtigte                                | 88.675      |             | 88.699      |             |
|                          |                          |                                                |             |             |             |             |
| Quelle: Innenministerium |                          |                                                |             |             |             |             |